# Riccardo Nowak
Riccardo Giovanni Francesco Nowak (* 16. Januar 1885 in Bergamo; † 18. Februar 1950 ebenda) war ein italienischer Fechter.

## Erfolge
Riccardo Nowak nahm an den Olympischen Spielen 1908 in London teil, bei denen er im Mannschaftswettbewerb mit dem Säbel den zweiten Platz belegte. Gemeinsam mit Marcello Bertinetti, Sante Ceccherini, Abelardo Olivier und Alessandro Pirzio Biroli erhielt er so die Silbermedaille. Mit der Degen-Equipe verpasste er als Vierter knapp einen weiteren Medaillengewinn. In den Einzelwettbewerben schied er mit dem Säbel und dem Degen jeweils in der zweiten Runde aus.